# زاوية سيدي دحمان (أولاد يحيى)
زاوية سيدي دحمان هو دُوَّار يقع بجماعة سيدي دحمان، إقليم تارودانت، جهة سوس ماسة في المملكة المغربية. ينتمي الدوّار لمشيخة أولاد يحيى التي تضم 13 دوار. يقدر عدد سكانه بـ 297 نسمة حسب الإحصاء الرسمي للسكان والسكنى لسنة 2004.
وتعتبر عائلة ايت النويس وعائلة الݣماضي هما العائلاتان الساميتان في هذه المنطقة، حيت هما السكان الاوائل في منطقة سيدي  دحمان. 

## روابط خارجية
- البوابة الوطنية للجماعات الترابية نسخة محفوظة 12 مارس 2018 على موقع واي باك مشين.
- المندوبية السامية للتخطيط